# 영광의 깃발
《영광의 깃발》(원제: Glory)은 미국 남북전쟁 당시 최초의 흑인 연대인 매사추세츠 54 연대를 다룬 1989년 영화이다.

## 개요
- 제작사 : 트라이스타 픽처스
- 감독 : 에드워드 즈윅
- 주연 : 매슈 브로더릭 (쇼 대령 역), 덴절 워싱턴, 캐리 엘위스 (포브스 역), 모건 프리먼 (로린스 역), 앤드루 브로어
- 제작 : 프레디 필즈
- 각본 : 케빈 자르
- 촬영 : 프레디 프랜시스
- 음악 : 제임스 호너
- 편집 : 스티븐 로젠블럼
- 미술 : 노먼 가우드
- 의상 : 프랜신 제이미슨 탠척
- 수상 경력 : 1990 아카데미 최우수 촬영상(프레디 프랜시스), 최우수 음향상, 최우수 남우조연상(덴절 워싱턴), 1990 골든 글로브 최우수 남자 조연상(덴절 워싱턴) 수상작.

## 출연

### 주연
- 매슈 브로더릭
- 덴젤 워싱턴
- 캐리 엘위스
- 모건 프리먼

### 조연
- 지미 케네디
- 안드레 브라우퍼
- 클리프 드 영

## 기타
- 원작자: 링컨 커스틴
- 원작자: 피터 버차드
- 공동제작: 피터 얀 브루게
- 미술: 노먼 가우드
- 의상: 프랜신 제이미슨 탠척
- 배역: 메리 콜크호운

## 한국판 성우진(KBS, 1993년 4월 25일)
- 장세준 - 로버트 쇼 (매슈 브로더릭)
- 김준 - 트립 (덴젤 워싱턴)
- 유동현 - 포브스 (캐리 엘위스)
- 유민석 - 롤린스 (모건 프리먼)
- 신세인
- 황원
- 김규식
- 이윤선
- 이종구
- 유해무
- 김수경
- 임성표
- 최병상
- 김태웅

## 줄거리
남북전쟁에 참전한 로버트 굴드 쇼는 전투에서 부상을 입고 후송된다. 후송된 후 한 흑인 지도자의 제안으로 창설된 매사추세츠 54 연대의 지휘를 맡게 된다. 군대 경험이 전혀 없는 신출내기 흑인 1,000여 명이 지원하지만, 군화, 군복, 소총 등 아무것도 군대로서 갖춘 것은 없었다. 북부인들도 흑인에 대해서는 여전히 편견을 갖고 있었기 때문이다. 쇼 대령은 그런 편견과 싸우며 보급품을 타내기 위해 노력하고, 흑인들 사이에서도 갈등은 존재한다. 이윽고 훈련을 어느 정도 마치고 전선에 투입되고, 와그너 요새 전투에도 참가한다.

## 감상 포인트
- 흑인과 백인들의 내부 갈등과 흑인과 백인간의 갈등
- 반전영화가 아닌 영화에서 흑인의 인권 문제를 다룬 영화라는 점

## 역사적 사실과의 비교
- 영화 속 흑인 병사들 대부분이 남부의 탈출 노예임을 암시하고 있지만, 실제로는 자유로운 신분의 북부 출신이 대다수였다.
- 54연대가 유일한 흑인 연대가 아니었고, 실은 흑인 지원자가 너무 많아서 55연대가 만들어졌다.
- 주 인물들 중에서는 쇼 대령만이 실제인물이고, 기타 인물들은 가상 인물들이다. 다만, 실제 인물에 기초한 인물들로서 포브 소령은 에드윈 핼로웰 중령을, 모건 프리먼이 연기한 흑인 상사는 윌리엄 카니 상사를 기초한 인물이었다.
- 영화에서는 쇼 대령이 흑인연대 지휘에 대한 청을 듣고 바로 요구에 응한 것으로 그려졌지만, 실제로는 처음에는 사양했고, 그 후 꽤 긴 시간이 흐르고 나서 응했다.
- 와그너 요새를 공격하기 바로 전, 쇼 대령이 성조기를 들고 있는 일병을 가리키며 "이 남자가 쓰러지면 누가 국기를 들 것인가?" 라고 물었던 상황 자체는 사실이지만 실제로는 조지 크로켓 스트롱 장관이 물었고, 쇼 대령이 대답했다. 실제로는 국기를 든 일병이 쓰러졌을 때는 프리먼이 연기한 상사 존 롤린스, 즉 현실의 윌리엄 H. 카니가 국기를 들고 앞으로 돌격했다. 그리고선 적의 영역에서 버티고 있다가 54연대가 여건상 퇴격할 수밖에 없었을 때 돌아오면서 네 군데에 총상을 입었지만 살아남았다. 카니는 미국 의회 명예 표창(Medal of Hornor)을 받은 첫 흑인이 됐다.
- 쇼 대령은 그 당시 결혼한 지 몇 주 됐던 시점이었지만, 영화에서는 아내와 관련된 모든 게 생략되었다.
- 쇼 대령이 전사 장면에서 보여준 언행은 사실이다. 그가 죽기 전에 남긴 마지막 말은 영화 대사 그대로 "Forward Fifty-Fourth" (54연대, 앞으로)이다.
- 영화에서 와그너 요새 공격 후 연대는 절반 이상을 잃었다고 했지만, 사실은 256명을 잃었고, 그 숫자는 연대 전체 약 40% 쯤이었다.
- 와그너 요새로 돌격할 때 대서양이 연대 왼쪽에 있었지만, 실제서는 연대는 대서양을 오른쪽에 끼고 돌격했다.
- 영화에서 쇼 대령의 친구이기도 한 포브 소령은 가공 인물이지만, 에드윈 핼로웰(Edwin Hallowell) 중령을 모델로 삼은 인물이었다. 포브 소령은 와그너 요새 공격 시에 흑인 일병들과 함께 전사하지만, 실제 인물인 핼로웰 중령은 공격에서 살아남았고, 1865년에 연대가 해산될때까지 연대와 함께 했다. 퇴역시 계급은 준장이었다.
- 흑인 병사들이 백인 병사들보다 적은 급료에 항의하고 결국엔 자존심 때문에 차라리 급료를 안 받겠다고 덴절 워싱턴이 주동하여 데모를 벌이자, 쇼 대령이 놀라서 결국 그렇다면 자기들(백인 장교들)도 급료를 안받겠다며 급여 명세서를 찢어버리는 것으로 영화에서 그려졌지만, 사실은 쇼 대령이 흑인 병사들을 부추긴 것이었다.
- 대한민국에서 발매된 DVD에서는 "연대"를 뜻하는 Regiment를 모두 "대대"(battalion)로 오역하고 있다.
- 영화 속에서는 쇼 대령이 와그너 요새 공격을 지원한 것으로 묘사되었지만, 실제는 공격을 명령받은 것이었다.

## 같이 보기
- 매사추세츠 54 연대
- 로버트 굴드 쇼
- 와그너 요새
- 남북 전쟁
- 아프리카계 미국인